# Döglött akták (harmadik évad)
Ezen az oldalon a Döglött akták amerikai krimi tévésorozat harmadik évadának epizódlistája olvasható, melyet eredetileg 2005. szeptember 25. és 2006. május 21. között vetített az amerikai CBS televízió.
Magyarországon ezt az évadot 2006. december 17. és 2007. június 3. között vetítette az RTL Klub.
Ebben az évadban két olyan rész van, ahol egy előadótól választottak ki minden dalt:
- 8 Years (Tévúton): Bruce Springsteen
- Willkommen (Halálos szereposztás): John Kander and Fred Ebb

Az évadban a legrégibb újra megnyitott akta éve: 1929 (77 éves)
Az évadban a legfiatalabb újra megnyitott akta éve: 2005 (1 éves)

## Epizódlista
| #        | Cím eredeti / magyar | Bemutató eredeti / magyar | Rendezte Írta                             | Kép |
| -------- | --- | ------------------------- | ----------------------------------------- | --- |
| 47. 3x01 | Family | 2005. szeptember 25.      | Mark Pellington                           |     |
| 47. 3x01 | Gázolás | 2006. december 17.        | Meredith Stiehm                           |     |
| 47. 3x01 | Újra megnyitott akta dátuma: 1988 Utolsó jelenetben hallható dal: Peter Gabriel - In Your Eyes |                           |                                           |     |
| 47. 3x01 | Rush nyomozóhoz kerül egy tinilány, aki intézetben nőtt fel, de előkerült egy férfi, aki az apjának vallja magát. A rendőrség tudomása szerint a lány apját, Jimmyt, az érettségi bankettje estéjén elgázolta egy autó, ezért újra előveszik az egykor megoldatlanul lezárt ügyet. |                           |                                           |     |
|          | |                           |                                           |     |
| 48. 3x02 | The Promise | 2005. október 2.          | Paris Barclay                             |     |
| 48. 3x02 | Kegyes hazugság | 2007. január 7.           | Veena Cabreros Sud                        |     |
| 48. 3x02 | Újra megnyitott akta dátuma: 2004 Utolsó jelenetben hallható dal: Sarah McLachlan - Fallen |                           |                                           |     |
| 48. 3x02 | Malcolm lánya, Laurie, a Gamma-Ro diákszövetség buliján kiütött tűzben életét veszíti. Az apa belenyugszik a ténybe, hogy baleset volt, mígnem talál egy fotót a lánya e-mailjei között, melyen éppen itatják és megalázzák Laurie-t. A lánnyal és barátnőivel kegyetlenül bántak a bulin… |                           |                                           |     |
|          | |                           |                                           |     |
| 49. 3x03 | Bad Night | 2005. október 9.          | Kevin Bray                                |     |
| 49. 3x03 | Régi szép idők | 2007. január 14.          | Andrea Newman                             |     |
| 49. 3x03 | Újra megnyitott akta dátuma: 1978 Utolsó jelenetben hallható dal: Aerosmith - Dream On |                           |                                           |     |
| 49. 3x03 | Egy 1978-ban meghalt fiatalember aktáját nyitják meg, miután az áldozat anyja talál egy levelet, mely arra utal, hogy a haláleset nem volt véletlen. |                           |                                           |     |
|          | |                           |                                           |     |
| 50. 3x04 | Colors | 2005. október 16.         | Paris Barclay                             |     |
| 50. 3x04 | A végzet éjszakája | 2007. január 21.          | Sean Whitesell                            |     |
| 50. 3x04 | Újra megnyitott akta dátuma: 1945 Utolsó jelenetben hallható dal: Doris Day - Sentimental Journey |                           |                                           |     |
| 50. 3x04 | Clyde tehetséges fekete baseball-játékos. A negyvenes években holtan találják. Hatvan évvel később Jeffries kíváncsiságból nyomozni kezd a nagy legenda halála ügyében. Egykori segítője, Crumbs szívesen mesél a régi szép időkről. |                           |                                           |     |
|          | |                           |                                           |     |
| 51. 3x05 | Committed | 2005. október 23.         | Alex Zakrzewski                           |     |
| 51. 3x05 | A gyógyulás ára | 2007. január 28.          | Liz W. Garcia                             |     |
| 51. 3x05 | Újra megnyitott akta dátuma: 1954 Utolsó jelenetben hallható dal: The Platters - Only You |                           |                                           |     |
| 51. 3x05 | Egy női holttestet találnak a nyomozók az ötvenes években, de azonosítani nem tudják. A portréja alapján ötven évvel később Otis a mamájára ismer. Bettie labilis idegállapotú, depresszióra hajlamos. Tortasütés közben felgyújtja a házat, így veszélyt jelent kisfiára, ezért elmegyógyintézetbe zárják. Akkoriban a lobotómiát előszeretettel alkalmazták a labilis idegzetű emberek kezelésére. Rush kideríti, hogy Bettie önként vállalta a műtétet egy másik páciens helyett, annyira meg akart gyógyulni, hogy visszatérjen a kisfiához, ám a főorvos rájött a cserére.                                                            |                           |                                           |     |
|          | |                           |                                           |     |
| 52. 3x06 | Saving Patrick Bubley | 2005. november 6.         | Marcos Siega                              |     |
| 52. 3x06 | Az utolsó fivér | 2007. február 4.          | Tyler Bensinger                           |     |
| 52. 3x06 | Újra megnyitott akta dátuma: 1999, 2001, 2003, 2005 Utolsó jelenetben hallható dal: PM Dawn - Faith In You |                           |                                           |     |
| 52. 3x06 | A nyílt utcán megölnek egy fekete fiút. A nyomozás során kiderül, hogy a fiú három fivérét már megölték. Az anyjuk, Maeve kábítószerfüggő, amiért Rush nagyon keményen bánik vele. Most, hogy már csak Patrick, a legkisebb fiú van életben, Rush mindent elkövet, hogy fény derüljön a Bubley fivérek halálának körülményeire. |                           |                                           |     |
|          | |                           |                                           |     |
| 53. 3x07 | Start Up | 2005. november 13.        | James Whitmore Jr.                        |     |
| 53. 3x07 | Bomba üzlet | 2007. február 11.         | Meredith Stiehm                           |     |
| 53. 3x07 | Újra megnyitott akta dátuma: 1999 Utolsó jelenetben hallható dal: Aimee Mann - Save Me |                           |                                           |     |
| 53. 3x07 | Amy és Scott egy internetes céget alapítanak, melyhez találnak egy komoly befektetőt, és a tőzsdére viszik. A cég sok pénzt hoz, de Scott olyan üzletet köt, amivel sokat veszítenek. A befektető dühös, szétveri Scott Ferrariját. Amy Scott mellé áll, és nem hajlandó kitúrni a cégből. Scott nem ennyire becsületes. Ő kötélnek áll, és a befektető javaslatára vállalja, hogy méreggel megöli üzlettársát. |                           |                                           |     |
|          | |                           |                                           |     |
| 54. 3x08 | Honor | 2005. november 20.        | Paris Barclay                             |     |
| 54. 3x08 | Becsület | 2007. február 18.         | Craig Turk                                |     |
| 54. 3x08 | Újra megnyitott akta dátuma: 1972 Utolsó jelenetben hallható dal: Gordon Lightfoot - If You Could Read My Mind |                           |                                           |     |
| 54. 3x08 | Carl hazaérkezik a vietnámi hadifogságból, és rövid időn belül holtan találják. Harminc évvel később előkerül a személyes holmija egy drograzzia során. Stillman mindenképp meg akarja oldani az ügyet, hiszen ő is szolgált Vietnámban, és tudja, milyen kínokat állhatott ki az áldozat. A gyanú Carl feleségének egykori barátjára terelődik, majd képbe kerül egy fiatalember, akinek az apja nem volt olyan szerencsés, hogy megússza Vietnámot. Carlt azzal vádolták társai, hogy megtört a kínzások során, és gyáva árulóként tekintettek rá.                                                                                       |                           |                                           |     |
|          | |                           |                                           |     |
| 55. 3x09 | A Perfect Day | 2005. november 27.        | Roxann Dawson                             |     |
| 55. 3x09 | Bűnhődés | 2007. február 25.         | Veena Cabreros Sud                        |     |
| 55. 3x09 | Újra megnyitott akta dátuma: 1965 Utolsó jelenetben hallható dal: Donovan - Catch The Wind |                           |                                           |     |
| 55. 3x09 | Cindy boldogtalanul él férjével, Rogerrel, aki rendőr és gyakran bántalmazza. Két kislányuk van: Vivien és Maura. Egy családi perpatvar alkalmával jelenik meg a házban Art Balducci rendőr, aki később beleszeret Cindybe, és meg akarja szöktetni a kislányokkal együtt. Indulás előtt Cindy és a lányok még hazaugranak a cicáért, de Roger épp akkor ér haza, és rájön, hogy az asszony el akarja hagyni. |                           |                                           |     |
|          | |                           |                                           |     |
| 56. 3x10 | Frank's Best | 2005. december 18.        | Michael Schultz                           |     |
| 56. 3x10 | Családi ügy | 2007. március 4.          | Andrea Newman                             |     |
| 56. 3x10 | Újra megnyitott akta dátuma: 2001 Utolsó jelenetben hallható dal: The Calling - Wherever You Will Go |                           |                                           |     |
| 56. 3x10 | Holtan találják az élelmiszerbolt tulajdonosát. Azonnal az alkalmazottját gyanúsítják. Ricardo Munozt letartóztatják, zsebében ezer dollárral. Nagyjából ennyi hiányzott a kasszából is. Mivel Ricardo illegális bevándorló volt, nemigen érdekelt senkit, hogy tagadta a vádat. Egy alaposabb nyomozás Frank fiára tereli a gyanút. |                           |                                           |     |
|          | |                           |                                           |     |
| 57. 3x11 | 8 Years | 2006. január 8.           | Mark Pellington                           |     |
| 57. 3x11 | Tévúton | 2007. március 11.         | Meredith Stiehm                           |     |
| 57. 3x11 | Újra megnyitott akta dátuma: 1988 Utolsó jelenetben hallható dal: Bruce Springsteen - One Step Up |                           |                                           |     |
| 57. 3x11 | May New Yorkba készül, szerencsét próbálni. Nyolc évvel később Clem meggyilkolásának ügyében felmerül May neve is, akit a gyilkosság után kórházba szállítottak, de megszökött még a kihallgatás előtt. Kiderül, hogy Clem pusztán csak gyors pénzt akart szerezni, ezért kocsikat lopott, hogy elutazhasson a lánnyal. |                           |                                           |     |
|          | |                           |                                           |     |
| 58. 3x12 | Detention | 2006. január 15.          | Jessica Landaw                            |     |
| 58. 3x12 | Zuhanás | 2007. március 17.         | Liz W. Garcia                             |     |
| 58. 3x12 | Újra megnyitott akta dátuma: 1994 Utolsó jelenetben hallható dal: Smashing Pumpkins - Landslide |                           |                                           |     |
| 58. 3x12 | 1994-ben lezuhan egy fiú a gimnázium épületének tetejéről. A kezében szorongatott cetli arra utal, hogy öngyilkosságot követett el. Az egyértelmű búcsúlevél azonban új értelmet nyer, amikor egy évtizeddel később előkerül a cetli másik fele. Kiderül, hogy az igazgató aznap büntetésből bezárt néhány diákot a tanulószobába. |                           |                                           |     |
|          | |                           |                                           |     |
| 59. 3x13 | Debut | 2006. január 29.          | Tim Hunter                                |     |
| 59. 3x13 | Gyilkos elit | 2007. március 25.         | Karin Lewicki és Kate Purdy               |     |
| 59. 3x13 | Újra megnyitott akta dátuma: 1968 Utolsó jelenetben hallható dal: Henry Mancini - Moon River |                           |                                           |     |
| 59. 3x13 | Emma szerény családból származik, de mivel az apját beválogatták az első holdutazás űrprogramba, őt is befogadja az elit társaság. Leginkább az anyja szeretné, ha Emma bekerülne a gazdagok zárt társaságába. Irene, az egyik befolyásos anyuka elintézi, hogy Emma bekerüljön az elsőbálozók közé. De a lányt még a bál kezdete előtt holtan találják egy lépcső alján. Egy hattyús gyűrűt viselt, amit a holttestén már nem találtak meg. Rush nyomozó tudja, hogy amint felbukkan a gyűrű, a gyilkos is meglesz. |                           |                                           |     |
|          | |                           |                                           |     |
| 60. 3x14 | Dog Day Afternoons | 2006. február 26.         | Craig Ross Jr.                            |     |
| 60. 3x14 | Bankrablás | 2007. április 1.          | Sean Whitesell                            |     |
| 60. 3x14 | Újra megnyitott akta dátuma: 2000 Utolsó jelenetben hallható dal: Lee Ann Womack - I Hope You Dance |                           |                                           |     |
| 60. 3x14 | Roween visszahúzódó, csendes lány. Egy bankban dolgozik, ahol megismerkedik egy nagyon jóképű ügyféllel. Julius randira hívja, majd elnyeri a lány bizalmát, s arra kéri, segítsen kirabolni a bankot. Roween időközben rájön, hogy Julius csak kihasználta. Amikor álarcos fegyveresek rontanak a bankba, megnyomja a vészjelzőt. |                           |                                           |     |
|          | |                           |                                           |     |
| 61. 3x15 | Sanctuary | 2006. március 12.         | Alex Zakrzewski                           |     |
| 61. 3x15 | A drogfutár | 2007. április 8.          | Steve Sharlet                             |     |
| 61. 3x15 | Újra megnyitott akta dátuma: 1998 Utolsó jelenetben hallható dal: Enigma - Return To Innocence |                           |                                           |     |
| 61. 3x15 | 1998-ban egy drogfutár lányt holtan találnak egy templom közelében. Hasát felvágták, minden valószínűség szerint a gyomorban szállított drogkapszulákat keresték. Hét évvel később elfogják Ramirót, a lány egykori megbízóját. Kiderül, hogy Valens ismerte a lányt, mert akkoriban beépült a szervezetbe, és Ramiro sofőrjeként dolgozott. |                           |                                           |     |
|          | |                           |                                           |     |
| 62. 3x16 | One Night | 2006. március 19.         | Nicole Kassell                            |     |
| 62. 3x16 | Élve eltemetve | 2007. április 15.         | Veena Cabreros Sud                        |     |
| 62. 3x16 | Újra megnyitott akta dátuma: 1980 Utolsó jelenetben hallható dal: Lifehouse - You And Me |                           |                                           |     |
| 62. 3x16 | A 17 éves Steve elindul a bankettjére, de soha nem ér oda. Holttestét egy focipálya mellett találják meg. A helyszínelők döbbenten tapasztalják, hogy a fiút élve temették el. 26 évvel később egy szklerózis multiplexben szenvedő férfi besétál a rendőrségre egy lapáttal, és azt állítja, mindent tud a gyilkosságról. |                           |                                           |     |
|          | |                           |                                           |     |
| 63. 3x17 | Superstar | 2006. március 26.         | Bill Eagles                               |     |
| 63. 3x17 | Nemek harca | 2007. április 22.         | Patricia A. Fullerton és Craig S. O'Neill |     |
| 63. 3x17 | Újra megnyitott akta dátuma: 1973 Utolsó jelenetben hallható dal: Elton John - Your Song |                           |                                           |     |
| 63. 3x17 | A hetvenes években az egyik amerikai egyetemen megrendezik a nemek harcát. A teniszmérkőzésen Andi, a lánycsapat reménysége játszik a legsikeresebb fiú játékossal. Akkoriban a fiú sportolók sokkal nagyobb előnyöket élveztek, a női egyenjogúságért harcba szálló edző azonban bízik Andi győzelmében. A lány megnyeri a meccset, de nem sokkal utána holtan találják. |                           |                                           |     |
|          | |                           |                                           |     |
| 64. 3x18 | Willkommen | 2006. április 2.          | Paris Barclay                             |     |
| 64. 3x18 | Halálos szereposztás | 2007. április 29.         | Andrea Newman                             |     |
| 64. 3x18 | Újra megnyitott akta dátuma: 2002 Utolsó jelenetben hallható dal: ? - Cabaret |                           |                                           |     |
| 64. 3x18 | Dennis taxisofőr, és élete álma válik valóra, amikor elmegy egy szereplőválogatásra, ahol kiválasztják a Kabaré egyik főszerepére. A premier előtt azonban holtan találják. A nyomozóknak sok gyanúsított kerül a látókörükbe a rendezőtől a partnereken át az egykori barátnőig. |                           |                                           |     |
|          | |                           |                                           |     |
| 65. 3x19 | Beautiful Little Fool | 2006. április 9.          | Kevin Bray                                |     |
| 65. 3x19 | Édes kis bolond | 2007. május 6.            | Liz Garcia                                |     |
| 65. 3x19 | Újra megnyitott akta dátuma: 1929 Utolsó jelenetben hallható dal: Ethel Waters - True Blue Lou |                           |                                           |     |
| 65. 3x19 | Aimee egy 1929-es megoldatlan gyilkossággal keresi fel a nyomozókat. A dédnagyanyját ölték meg akkor, és semmit sem tud róla a nevén kívül. Úgy érzi, hogy azóta is átok sújtja a család nőtagjait. Rush örömmel segít neki, bár nagyon nehéz dolga van ennyi év távlatából. Kiderül, hogy Violetnek, a szeleburdi fiatal lánynak, aki dalszövegeket írt, viszonya volt egy dúsgazdag emberrel, akitől gyereke született. Épp akkoriban tört ki a gazdasági válság. A férfi nem vállalta fel a gyereket, de a húga adott Violetnek egy értékes órát, amit eladhatott, hogy pénzhez jusson.                                                 |                           |                                           |     |
|          | |                           |                                           |     |
| 66. 3x20 | Death Penalty: Final Appeal | 2006. április 16.         | Alex Zakrzewski                           |     |
| 66. 3x20 | A halálsoron | 2007. május 13.           | Sean Whitesell                            |     |
| 66. 3x20 | Újra megnyitott akta dátuma: 1994 Utolsó jelenetben hallható dal: John Cale - Hallelujah |                           |                                           |     |
| 66. 3x20 | 1994-ben brutálisan meggyilkolnak és megerőszakolnak egy tini lányt az otthonában. A gyanú egy költöztető cég börtönviselt alkalmazottjára terelődik. Mivel a férfit a gyilkosság éjszakáján a helyszín közelében találják, bakancsán az áldozat vérével, azonnal letartóztatják és rövidesen halálra ítélik. Jeffries kihallgatja az elítéltet, aki továbbra is ártatlannak vallja magát. Ez ösztönzi Willt arra, hogy nyomozást indítson az ügyben. |                           |                                           |     |
|          | |                           |                                           |     |
| 67. 3x21 | The Hen House | 2006. április 30.         | David Von Ancken                          |     |
| 67. 3x21 | A háborús bűnös | 2007. május 20.           | Craig Turk                                |     |
| 67. 3x21 | Újra megnyitott akta dátuma: 1945 Utolsó jelenetben hallható dal: Jo Stafford - It Could Happen To You |                           |                                           |     |
| 67. 3x21 | A negyvenes években egy újságírónőt holtan találnak egy vasútállomáson. Elütötte a gyorsvonat. Mivel a Sentinel szerkesztőségét felszámolják, az egyik riporter az archívumban talál valamit, ami talán elvezethet a gyilkoshoz. Rush nyomozó és társai felkutatják Lo egykori munkatársát, aki arról számol be, hogy Lo beleszeretett egy Noah nevű holland illegális bevándorlóba, aki azt állította, hogy Auschwitzból szökött meg. Lo azonban kideríti, hogy Noah valójában Anton, a tábor egyik őre. Az igazi Noah, aki a haláltáborban vesztette életét, beszélt neki Amerikában élő rokonairól, így Anton Noahnak adhatta ki magát. |                           |                                           |     |
|          | |                           |                                           |     |
| 68. 3x22 | The River | 2006. május 7.            | Craig Ross Jr.                            |     |
| 68. 3x22 | Játékszenvedély | 2007. május 27.           | Tyler Bensinger                           |     |
| 68. 3x22 | Újra megnyitott akta dátuma: 1984 Utolsó jelenetben hallható dal: Asia (rockegyüttes) - Only Time Will Tell |                           |                                           |     |
| 68. 3x22 | A nyolcvanas években meggyilkolnak egy orvost. Akkoriban egy elmebetegként nyilvántartott fekete hajléktalant tartóztattak le a gyilkosság gyanújával, ám egyszer csak előkerül egy tanú, aki akkoriban drogosként félt vallomást tenni a rendőrségen. Azt állítja a gyilkos fehér bőrű volt, és a lövés előtt békésen beszélgetett az áldozattal. Ráadásul a nyomozók kiderítik, hogy Grant doktor szerencsejáték-függő volt, s a család minden pénzét elkártyázta. |                           |                                           |     |
|          | |                           |                                           |     |
| 69. 3x23 | Joseph | 2006. május 21.           | Roxann Dawson                             |     |
| 69. 3x23 | Testvéráldozat | 2007. június 3.           | Andrea Newman és Liz W. Garcia            |     |
| 69. 3x23 | Újra megnyitott akta dátuma: 2005 Utolsó jelenetben hallható dal: Howie Day - Collide |                           |                                           |     |
| 69. 3x23 | Joseph egy drogrehabilitációs központban tanácsadó. Egyik este szemtanúja lesz, amint az egyik ott lakó fiú megöl egy másikat. Mielőtt tanúskodhatna, a lakásában közvetlen közelről lelövik. Rush nyomozó sok mindent megtud Josephről, nagyon közel kerül a szívéhez. Amikor kimegy Joseph anyjának farmjára, megdöbbenve tapasztalja, hogy Joseph él. |                           |                                           |     |
|          | |                           |                                           |     |